# Ecnomus cuspidis
Ecnomus cuspidis là một loài Trichoptera trong họ Ecnomidae. Chúng phân bố ở miền Australasia.